# Mileševo (Bečej)
Mileševo (húngaro: Kutaspuszta-Drea; serbocroata cirílico: Милешево) es un pueblo de Serbia perteneciente al municipio de Bečej en el distrito de Bačka del Sur de la provincia autónoma de Voivodina.
En 2011 tenía 909 habitantes. Étnicamente, la población se reparte a partes iguales entre magiares y serbios.
El pueblo es el resultado de la unión de dos antiguas aldeas del reino de Hungría llamadas "Kutaspuszta" y "Drea", cuyos núcleos siguen actualmente separados por unos cuatrocientos metros de campos de cultivo. La existencia de la primera aldea, originalmente llamada "Kutas", se conoce en documentos desde 1487, cuando pertenecía a la familia noble Maróti. Tras ser ocupada la zona por el Imperio otomano y reconquistada por el Imperio Habsburgo, en el siglo XVIII Kutaspuszta y sus alrededores pasaron a ser una finca rústica perteneciente al territorio de Srbobran. Por su parte, Drea se fundó en el siglo XIX, cuando un miembro de la familia noble Kaćanski repartió una finca ubicada a las afueras de Kutaspuszta entre sus asalariados, quienes construyeron allí sus viviendas. Actualmente, el barrio de Kutaspuszta es de mayoría étnica serbia y el de Drea es de mayoría étnica magiar.
Se ubica a medio camino entre Bečej y Bačka Topola sobre la carretera 109.